# Ronde van Frankrijk 2025/Veertiende etappe
De veertiende etappe van de Ronde van Frankrijk 2025 werd verreden op 19 juli. De Nederlander Thymen Arensman won de etappe vanuit de vroege vlucht, voor de Sloveense klassementsleider Tadej Pogačar en de Deen Jonas Vingegaard.

## Parcours
De etappe startte in Pau. De tussensprint lag na 70,1 kilometer in Esquièze-Sère, aan de voet van de Col du Tourmalet. Na de beklimming van de Tourmalet moesten ook de Col d'Aspin en de Col de Peyresourde worden beklommen. De slotklim was die naar Luchon-Superbagnères, waar na 182,6 kilometer en voor het eerst in 36 jaar de finish lag.

## Koersverloop
Dit overzicht is mogelijk incompleet; u kunt helpen door het uit te breiden.

## Uitslag etappe
| Pau – Luchon-Superbagnères (182,6 km) |                    |                            |          |
| Plaats                                | Naam               | Ploeg                      | Tijd     |
| Winnaar                               | Thymen Arensman    | INEOS Grenadiers           | 4u53'35  |
| 2                                     | Tadej Pogačar      | UAE Team Emirates-XRG      | + 1'08"  |
| 3                                     | Jonas Vingegaard   | Visma \| Lease a Bike      | + 1'12"  |
| 4                                     | Felix Gall         | Decathlon AG2R La Mondiale | + 1'19"  |
| 5                                     | Florian Lipowitz   | Red Bull-BORA-hansgrohe    | + 1'25"  |
| 6                                     | Oscar Onley        | Picnic PostNL              | + 2'09"  |
| 7                                     | Ben Healy          | EF Education-EasyPost      | + 2'46"  |
| 8                                     | Primož Roglič      | Red Bull-BORA-hansgrohe    | z.t.     |
| 9                                     | Tobias Johannessen | Uno-X Mobility             | + 2'59"  |
| 10                                    | Kévin Vauquelin    | Arkéa-B&B Hotels           | + 3'08"  |
|                                       |                    |                            |          |
| 29                                    | Ilan Van Wilder    | Soudal Quick-Step          | + 14'35" |

 –  Lenny Martinez was de strijdlustigste renner van de etappe.

## Klassementen

### Algemeen klassement
| Algemeen klassement (gele trui) |                    |                            |            |
| Plaats                          | Naam               | Ploeg                      | Tijd       |
| Gele trui                       | Tadej Pogačar      | UAE Team Emirates-XRG      | 50u40'28"  |
| 2                               | Jonas Vingegaard   | Visma \| Lease a Bike      | + 4'13"    |
| 3                               | Florian Lipowitz   | Red Bull-BORA-hansgrohe    | + 7'53"    |
| 4                               | Oscar Onley        | Picnic PostNL              | + 9'18"    |
| 5                               | Kévin Vauquelin    | Arkéa-B&B Hotels           | + 10'21"   |
| 6                               | Primož Roglič      | Red Bull-BORA-hansgrohe    | + 10'34"   |
| 7                               | Felix Gall         | Decathlon AG2R La Mondiale | + 12'00"   |
| 8                               | Tobias Johannessen | Uno-X Mobility             | + 12'33"   |
| 9                               | Ben Healy          | EF Education-EasyPost      | + 18'41"   |
| 10                              | Carlos Rodríguez   | INEOS Grenadiers           | + 22'57"   |
|                                 |                    |                            |            |
| 16                              | Thymen Arensman    | INEOS Grenadiers           | + 42'56"   |
| 30                              | Xandro Meurisse    | Alpecin-Deceuninck         | + 1u16'35" |

### Puntenklassement
| Puntenklassement (groene trui) |                      |                       |        |
| Plaats                         | Naam                 | Ploeg                 | Punten |
| Groene trui                    | Jonathan Milan       | Lidl-Trek             | 251    |
| 2                              | Tadej Pogačar        | UAE Team Emirates-XRG | 223    |
| 3                              | Mathieu van der Poel | Alpecin-Deceuninck    | 190    |
| 4                              | Biniam Girmay        | Intermarché-Wanty     | 169    |
| 5                              | Tim Merlier          | Soudal Quick-Step     | 150    |
| 6                              | Jonas Vingegaard     | Visma \| Lease a Bike | 135    |
| 7                              | Anthony Turgis       | TotalEnergies         | 130    |
| 8                              | Quinn Simmons        | Lidl-Trek             | 93     |
| 9                              | Jonas Abrahamsen     | Uno-X Mobility        | 90     |
| 10                             | Oscar Onley          | Picnic PostNL         | 88     |

### Bergklassement
| Bergklassement (bolletjestrui) |                        |                            |        |
| Plaats                         | Naam                   | Ploeg                      | Punten |
| Bolletjestrui                  | Lenny Martinez         | Bahrain Victorious         | 60     |
| 2                              | Tadej Pogačar          | UAE Team Emirates-XRG      | 52     |
| 3                              | Thymen Arensman        | INEOS Grenadiers           | 48     |
| 4                              | Jonas Vingegaard       | Visma \| Lease a Bike      | 39     |
| 5                              | Michael Woods          | Israel-Premier Tech        | 38     |
| 6                              | Florian Lipowitz       | Red Bull-BORA-hansgrohe    | 24     |
| 7                              | Ben Healy              | EF Education-EasyPost      | 20     |
| 8                              | Valentin Paret-Peintre | Soudal Quick-Step          | 16     |
| 9                              | Bruno Armirail         | Decathlon AG2R La Mondiale | 15     |
| 10                             | Michael Storer         | Tudor Pro Cycling Team     | 14     |
|                                |                        |                            |        |
| 16                             | Tim Wellens            | UAE Team Emirates-XRG      | 8      |

### Jongerenklassement
| Jongerenklassement (witte trui) |                     |                         |            |
| Plaats                          | Naam                | Ploeg                   | Tijd       |
| Witte trui                      | Florian Lipowitz    | Red Bull-BORA-hansgrohe | 50u48'21"  |
| 2                               | Oscar Onley         | Picnic PostNL           | + 1'25"    |
| 3                               | Kévin Vauquelin     | Arkéa-B&B Hotels        | + 2'28"    |
| 4                               | Ben Healy           | EF Education-EasyPost   | + 10'48"   |
| 5                               | Carlos Rodríguez    | INEOS Grenadiers        | + 15'04"   |
| 6                               | Romain Grégoire     | Groupama-FDJ            | + 1u03'29" |
| 7                               | Ilan Van Wilder     | Soudal Quick-Step       | + 1u17'30" |
| 8                               | Alex Baudin         | EF Education-EasyPost   | + 1u20'31" |
| 9                               | Raúl García Pierna  | Arkéa-B&B Hotels        | + 1u21'03" |
| 10                              | Joseph Blackmore    | Israel-Premier Tech     | + 1u21'52" |
|                                 |                     |                         |            |
| 13                              | Frank van den Broek | Picnic PostNL           | + 1u42'11" |

### Ploegenklassement
| Plaats | Ploeg                           | Tijd       |
| ------ | ------------------------------- | ---------- |
|        | Team Visma \| Lease a Bike      | 152u43'39" |
| 2      | UAE Team Emirates-XRG           | + 13'48"   |
| 3      | Decathlon AG2R La Mondiale Team | + 43'28"   |
| 4      | Arkéa-B&B Hotels                | + 43'29"   |
| 5      | Red Bull-BORA-hansgrohe         | + 45'59"   |

## Uitvallers
Niet gestart
- Bryan Coquard (Cofidis): Coquard brak bij een val in de twaalfde etappe een vinger. De klimtijdrit een dag later reed hij nog, maar stapte een dag later niet meer op.[2]

Opgave
- Steff Cras (TotalEnergies): Cras was ziek maar startte de etappe wel. Na 30 kilometer gaf hij in tranen op.[3]
- Mattias Skjelmose (Lidl-Trek): Skjelmose kwam ten val bij een vluchtheuvel, vervolgde bebloed zijn weg en gaf even later op.[4]
- Remco Evenepoel (Soudal Quick-Step): Op de eerste klim van de dag moest de nummer drie in het klassement lossen uit het peloton. Niet veel later gaf hij op.[5]

1e etappe ·
2e etappe ·
3e etappe ·
4e etappe ·
5e etappe ·
6e etappe ·
7e etappe ·
8e etappe ·
9e etappe ·
10e etappe ·
11e etappe ·
12e etappe ·
13e etappe ·
14e etappe ·
15e etappe ·
16e etappe ·
17e etappe ·
18e etappe ·
19e etappe ·
20e etappe ·
21e etappe
Startlijst · Eindstanden · Afbeeldingen